# アンヘラ・レイバ
アンヘラ・レイバ（María Ángela Leyva Tagle、女性、1996年11月22日 - ）は、ペルーのバレーボール選手である。リマ出身。

## 人物
14歳でシニア代表入りを果たした。2012年のバレーボール南米ユース選手権において、主将としてチームを32年ぶりの優勝に導き、全世代を含めると19年ぶりの優勝をペルーにもたらした。国際バレーボール連盟公式サイトでは「ペルーのライジングスター」と紹介されている。

## 選手キャリア

### 2010-2011年
レイバはペルー国内リーグ（英語版）のクラブチームであるCamino de Vidaでバレーボール競技者となった。14歳にして翌年開催予定の南米U-16女子バレーボール選手権代表に選出され、かつ主将に抜擢された。翌2011年のモントルーバレーマスターズではシニアチーム入りしている。
所属していたCamino de Vidaが解散の憂き目にあうが、セナイダ・ウリベ（ソウルオリンピック銀メダリスト）が創設したウニベルシダ・サン・マルティン女子バレーボールチームに加わり、同年の国内リーグで健闘し2位に食い込んだ。
ウルグアイのカネローネスで開催された南米U-16女子バレーボール選手権では、19年ぶりにブラジルを破る大金星をあげ、主将としてチームを準優勝に導いた。この大会でレイバはベストスコアラー並びにベストスパイカーの栄誉に浴している。
レイバは2012年パンアメリカンカップのシニア代表に招集され、シニア大会及びU-22大会のメンバーに名を連ねた。その後出場した南米ジュニア選手権では準優勝を果たし自らもベストサーバーに輝いた。

### 2012年
主将としてレイバは2012年ユース選手権に臨み、実に32年ぶりとなる優勝を果たす。全世代カテゴリーを通じても南米選手権では19年ぶりとなる快挙であった。レイバはこの大会で、MVP、ベストスコアラー及びベストスパイカーを獲得した。

### 2013年
この年レイバは二つのアンダーエイジ世界選手権に出場している。6月にチェコのブルノで開催された世界ジュニア選手権では12位に沈んだが、ベストスコアラー部門で第3位の好成績を残した。
7月にタイのナコーンラーチャシーマーで開催された世界ユース選手権では、予選ラウンドを2位で通過し「ダークホース」と目されたペルーチームは準々決勝でティヤナ・ボシュコビッチ率いるセルビアと激突し、フルセットの大接戦の末に勝利し準決勝進出を果たした。これは「ペルーの復活」と謳われる20年ぶりの快挙であった。翌日に行われた準決勝では中国と対決した。2セットアップしたがここから中国が盛り返し、またもやフルセットになだれ込む。ペルーはマッチポイントを10度も握りながら、21-23で最終セットを失った。力尽きたペルーチームは銅メダルマッチでもブラジルに完敗し4位となったが、レイバはベストオポジットの栄誉に浴した。

### 2015年
6月に自国開催となったパンアメリカンカップに出場しペルーチームは9位となったが、レイバはベストオポジットに選出された。
9月にコロンビアのカルタヘナで開催された南米選手権では銀メダルに輝き、自らもベストアウトサイドヒッターに選出された。

### 2016年
1月にアルゼンチンのサン・カルロス・デ・バリローチェで開催されたリオデジャネイロオリンピック南アメリカ予選に出場したレイバは、チームを準優勝に導き世界最終予選に駒を進めるとともに、自らもベストアウトサイドヒッターに輝いた。同年5月のリオデジャネイロオリンピック世界最終予選ではエースとして牽引した。

### 2017年
8月にコロンビアで開催された南米選手権で銅メダルを獲得し、自身もベストアウトサイドヒッター賞を受賞した。11月、ボリバリアンゲームズで銀メダルを獲得した。2017/18シーズンは代表チームと同じヘッドコーチの下でブラジルリーグのオザスコでプレーした。

### 2018年
肩の故障により代表チームで活動しないことを決め、来る2018/19シーズンはオザスコと契約を更新した。

### 2019年
6月、2年ぶりに代表復帰を果たし、リマで開催された2019年FIVB女子バレーボール・チャレンジャーカップに出場した。8月、南米選手権で銅メダル獲得した。2019/20シーズンはトルコリーグのPTT SKへ移籍することが決まった。

## 球歴
- シニア代表
  - リオデジャネイロオリンピック世界最終予選 - 2016年
  - 南米選手権 - 2015年、2017年、2019年
  - ボリバリアンゲームズ - 2013年（金メダル）
  - ワールドグランプリ - 2014年、2015年、2016年
  - パンアメリカンカップ - 2014年、2015年、2016年、2017年
- アンダーエイジ代表（U-16、U-18、U-20、U-23）
  - 世界ジュニア選手権 - 2015年（6位）
  - 世界ユース選手権 - 2013年（4位）
  - 南米ジュニア選手権 - 2012年（銀メダル）、2014年（銀メダル）
  - 南米ユース選手権 - 2011年（銅メダル）、2012年（金メダル）
  - 南米U-16選手権 - 2011年（銀メダル）

## 所属クラブ
- Camino de Vida（2010-2011年）
- ウニベルシダ・サン・マルティン（2011年-2017年）
- オザスコ (2017年–2019年)
- PTT SK (2019年-2020年)
- VC Yenisey Krasnoyarsk (2020-2021年)
- Béziers Volley（2021-2022年）
- Çukurova Belediyesi SK（2022-）

## 受賞歴
- 2011年
  - 南米U-16女子バレーボール選手権 - ベストスコアラー、ベストスパイカー
- 2012年
  - ペルー国内ジュニアリーグ - ベストスコアラー、ベストスパイカー
  - 南米ジュニア女子バレーボール選手権 - ベストサーバー、ベストスパイカー
  - 南米ユース女子バレーボール選手権 - MVP、ベストスパイカー
- 2013年
  - ラティーナ杯（英語版） - ベストスパイカー
  - 第13回世界ユース選手権 - ベストオポジット
- 2014年
  - 南米バレーボールクラブ選手権 - ベストアウトサイドスパイカー
  - 南米U-22選手権（英語版）- MVP
  - ファイナルフォーカップ（英語版） - ベストレシーバー
- 2015年
  - 南米バレーボールクラブ選手権 - ベストアウトサイドスパイカー
  - ペルー国内リーグ - ベストアウトサイドスパイカー、ベストスパイカー
  - ラティーナ杯U-20（英語版） - MVP、ベストオポジット
  - ワールドカップ南米予選 - ベストオポジット
  - パンアメリカンカップ - ベストオポジット
  - 南米選手権 - ベストアウトサイドヒッター
- 2016年
  - オリンピック南米予選 - ベストアウトサイドヒッター
- 2017年
  - 南米選手権 ベストアウトサイドヒッター賞